# Góry Sarykolskie
Góry Sarykolskie (chiń. upr. 萨雷阔勒岭; chiń. trad. 薩雷闊勒嶺; pinyin Sàléikuòlēi Lǐng; tadż. қаторкӯҳи Сарикӯл, katorkuhi Sarikul) – pasmo górskie na granicy Tadżykistanu i Chin, we wschodniej część Pamiru. Rozciąga się na długości ok. 350 km, średnia wysokość wynosi ok. 5000 m n.p.m. Najwyższy szczyt ma wysokość 6351 m n.p.m. Stanowią główny dział wodny pomiędzy dorzeczami Amu-darii Tarymu. Góry Sarykolskie zbudowane są z łupków, granitów (część północna) i gnejsów (część południowa). Występują lodowce górskie.